# شوغر ماونتين (كارولاينا الشمالية)
شوغر ماونتين (بالإنجليزية: Sugar Mountain, North Carolina)‏ هي قرية تقع في الولايات المتحدة في مقاطعة أفيري، كارولاينا الشمالية. يقدر عدد سكانها بـ 198 نسمة ومساحتها 6.3 كم2 وترتفع عن سطح البحر 1,351 متر.

## التركيبة السكانية
حدّد مكتب تعداد الولايات المتحدة بيانات التركيبة السكانية لشوغر ماونتين في تعداد الولايات المتحدة. في ما يلي، التركيبة السكانية حسب تعدادي 2000 و2010.

### تعداد عام 2000
بلغ عدد سكان شوغر ماونتين 226 نسمة بحسب تعداد عام 2000، وبلغ عدد الأسر 121 أسرة وعدد العائلات 62 عائلة مقيمة في القرية. في حين سجلت الكثافة السكانية 36.5 نسمة لكل كيلومتر مربع (94.5/ميل2). وبلغ عدد الوحدات السكنية 1,212 وحدة بمتوسط كثافة قدره 195.8 لكل كيلومتر مربع (507.1/ميل2).
وتوزع التركيب العرقي للقرية بنسبة 99.12% من البيض و0.44% من سكان جزر المحيط الهادئ و0.44% من عرقين مختلطين أو أكثر.
بلغ عدد الأسر 121 أسرة كانت نسبة 8.3% منها لديها أطفال تحت سن الثامنة عشر تعيش معهم، وبلغت نسبة الأزواج القاطنين مع بعضهم البعض 43% من أصل المجموع الكلي للأسر، ونسبة 4.1% من الأسر كان لديها معيلات من الإناث دون وجود شريك،  بينما كانت نسبة 4.1% من الأسر لديها معيلون من الذكور دون وجود شريكة وكانت نسبة 48.8% من غير العائلات. تألفت نسبة 35.5% من أصل جميع الأسر من عدة أفراد يعيشون في نفس المنزل ونسبة 8.3% كانت تتألف من شخص يعيش بمفرده يبلغ من العمر 65 عاماً أو أكثر. وبلغ متوسط حجم الأسرة المعيشية 1.87، أما متوسط حجم العائلات فبلغ 2.32.
بلغ العمر الوسطي للسكان 43.0 عاماً. وكانت نسبة 6.2% من القاطنين تحت سن الثامنة عشر، وكانت نسبة 18.6% بين الثامنة عشر والرابعة والعشرين عاماً، ونسبة 27.9% كانت واقعةً في الفئة العمرية ما بين الخامسة والعشرين والرابعة والأربعين عاماً، ونسبة 28.3% كانت ما بين الخامسة والأربعين والرابعة والستين، ونسبة 19% كانت ضمن فئة الخامسة والستين عاماً فما فوق. يوجد لكل 100 أنثى 113.2 ذكر، ويوجد لكل 100 أنثى في الثامنة عشر من عمرها فما فوق 114.1 ذكر.
بلغ متوسط دخل الأسرة في القرية 37,500 دولارًا، أما متوسط دخل العائلة فبلغ 50,208 دولارًا. وكان متوسط دخل الذكور 26,528 دولارًا مقابل 30,833 دولارًا للإناث. وسجل دخل الفرد الخاص بالقرية 27,063 دولارًا. وكانت نسبة 6.8% من العائلات ونسبة 21% من السكان تحت خط الفقر، وكان من هؤلاء نسبة 0% تحت سن الثامنة عشر ونسبة 12.1% في الخامسة والستين من العمر وما فوق.

### تعداد عام 2010
بلغ عدد سكان شوغر ماونتين 198 نسمة بحسب تعداد عام 2010، وبلغ عدد الأسر 94 أسرة وعدد العائلات 52 عائلة مقيمة في القرية. في حين سجلت الكثافة السكانية 32 نسمة لكل كيلومتر مربع (82.9/ميل2). وبلغ عدد الوحدات السكنية 1,540 وحدة بمتوسط كثافة قدره 248.8 لكل كيلومتر مربع (644.4/ميل2).
وتوزع التركيب العرقي للقرية بنسبة 90.40% من البيض و2.02% من الأمريكيين الأفارقة و3.03% من الأمريكيين الأصليين و3.54% من الأعراق الأخرى و1.01% من عرقين مختلطين أو أكثر و4.04% من الهسبانيون أو اللاتينيون من أي عرق.
بلغ عدد الأسر 94 أسرة كانت نسبة 20.2% منها لديها أطفال تحت سن الثامنة عشر تعيش معهم، وبلغت نسبة الأزواج القاطنين مع بعضهم البعض 44.7% من أصل المجموع الكلي للأسر، ونسبة 4.3% من الأسر كان لديها معيلات من الإناث دون وجود شريك،  بينما كانت نسبة 6.4% من الأسر لديها معيلون من الذكور دون وجود شريكة وكانت نسبة 44.7% من غير العائلات. تألفت نسبة 33% من أصل جميع الأسر من عدة أفراد يعيشون في نفس المنزل ونسبة 11.7% كانت تتألف من شخص يعيش بمفرده يبلغ من العمر 65 عاماً أو أكثر. وبلغ متوسط حجم الأسرة المعيشية 2.11، أما متوسط حجم العائلات فبلغ 2.58.
بلغ العمر الوسطي للسكان 37.3 عاماً. وكانت نسبة 16.2% من القاطنين تحت سن الثامنة عشر، وكانت نسبة 12.6% بين الثامنة عشر والرابعة والعشرين عاماً، ونسبة 30.3% كانت واقعةً في الفئة العمرية ما بين الخامسة والعشرين والرابعة والأربعين عاماً، ونسبة 24.7% كانت ما بين الخامسة والأربعين والرابعة والستين، ونسبة 16.2% كانت ضمن فئة الخامسة والستين عاماً فما فوق. وتوزع التركيب الجنسي للسكان بنسبة 56.1% ذكور و43.9% إناث.